# هنوية (علي جمال)
هنویة (بالفارسية: هنویه) هي مستوطنة تقع في إيران في قسم علي جمال الريفي. يقدر عدد سكانها بـ 54 نسمة .